# Atammik
Atammik (Atangmik avant 1973) est un village groenlandais situé dans la municipalité de Qeqqata près de Maniitsoq au sud-ouest du Groenland. La population était de 213 habitants en 2009. Il s'agit de la localité la plus proche de Nuuk, la capitale, juste devant Kapisillit.  